# Stranska vas (gmina Novo mesto)
Stranska vas – wieś w Słowenii, w gminie miejskiej Novo mesto. W 2018 roku liczyła 450 mieszkańców. 